# Jorge I Ghisi
Jorge I Ghisi (em italiano: Giorgio Ghisi) foi um senhor feudal latino na Grécia medieval.

## Biografia
Filho de Bartolomeu I Ghisi, através de seu primeiro casamento com a filha de Guido II de Dramelay foi barão de Chalandritza no Principado da Acaia. Em 1292, também foi nomeado como castelão de Calamata. Naquele ano, após uma série de raides destrutivos nas ilhas gregas e latinas do mar Egeu, o almirante aragonês Rogério de Lauria liderou sua frota para ancorar em Navarino. Temeroso de que os aragoneses aproveitariam a posse de terras em Acaia, ou repetiriam seus ataques de pilhagem, e com o príncipe Florente de Hainaut ausente na Itália, Jorge reuniu 200 cavaleiros em Andrusa e atacou o aragonês.
Num combate breve mas sangrento, os aqueus foram derrotados e Jorge capturado, apenas para ser libertado por 8 000 hipérpiros um pouco depois quando a frota aragonesa velejou para Glarentza. Em 1303, quando seu pai morreu, herdou o senhorio das ilhas egeias de Tinos, Míconos, com feudos em Sérifos e Ceos. Através de sua segunda esposa, Alícia de Carceri, também tornou-se barão ("triarca") de Negroponte (Eubeia). Ele foi morto na Batalha de Céfisso contra a Companhia Catalã em 1311. Sua esposa Alícia morreu em 1313.